# John T. Harris

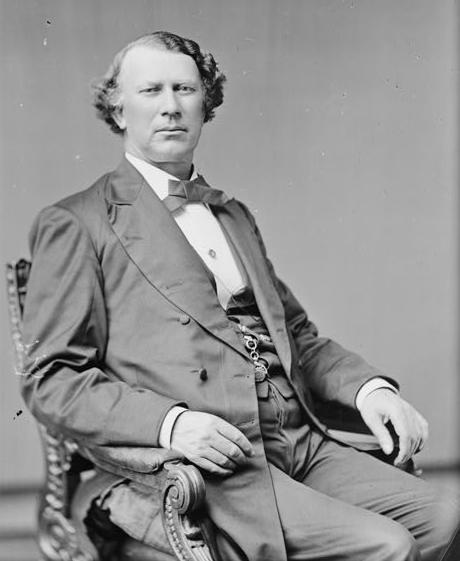
John T. Harris

John Thomas Harris (* 8. Mai 1823 in Browns Gap, Albemarle County, Virginia; † 14. Oktober 1899 in Harrisonburg, Virginia) war ein US-amerikanischer Politiker. Zwischen 1859 und 1881 vertrat er zweimal den Bundesstaat Virginia im US-Repräsentantenhaus.

## Werdegang
John Harris war ein Cousin des Kongressabgeordneten John Hill (1800–1880). Er erhielt eine akademische Schulausbildung. Nach einem anschließenden Jurastudium und seiner 1845 erfolgten Zulassung als Rechtsanwalt begann er in Harrisonburg in diesem Beruf zu arbeiten. Zwischen 1852 und 1859 fungierte er als Bezirksstaatsanwalt im Rockingham County.
Bei den Kongresswahlen des Jahres 1858 wurde Harris als Unabhängiger Demokrat im neunten Wahlbezirk von Virginia in das US-Repräsentantenhaus in Washington, D.C. gewählt, wo er am 4. März 1859 die Nachfolge von John Letcher antrat. Da sich der Staat Virginia im Jahr 1861 aus der Union zurückzog und sich der Konföderation anschloss, musste Harris mit dem Ende der Legislaturperiode am 3. März 1861 aus dem Kongress ausscheiden.
Zwischen 1863 und 1865 saß er im Abgeordnetenhaus von Virginia; von 1866 und 1869 amtierte Harris als Richter im zwölften Gerichtsbezirk seines Staates. Nach der Wiederaufnahme Virginias in die Union bewarb er sich im Jahr 1869 erfolglos um seine Rückkehr in das US-Repräsentantenhaus. Bei den Kongresswahlen des Jahres 1870 wurde Harris dann aber als Demokrat im sechsten Distrikt von Virginia wieder in den Kongress gewählt, wo er am 4. März 1871 William Milnes ablöste. Nach vier Wiederwahlen konnte er bis zum 3. März 1881 fünf Legislaturperioden im Kongress absolvieren. Seit 1873 vertrat er dort als Nachfolger von Elliott M. Braxton den siebten Wahlbezirk seines Staates. Von 1875 bis 1879 leitete John Harris den Wahlausschuss und danach bis 1881 den Ausschuss zur Überarbeitung der Gesetzgebung.
Im Jahr 1880 lehnte er die ihm angetragene Nominierung zur Wiederwahl ab. 1884 war er Präsident des regionalen Parteitages der Demokraten in Virginia und 1893 war er Staatsbeauftragter für die World’s Columbian Exposition, die Weltausstellung in Chicago. John Harris starb am 14. Oktober 1899 in Harrisonburg.